# Stanisława Garncarczykowa

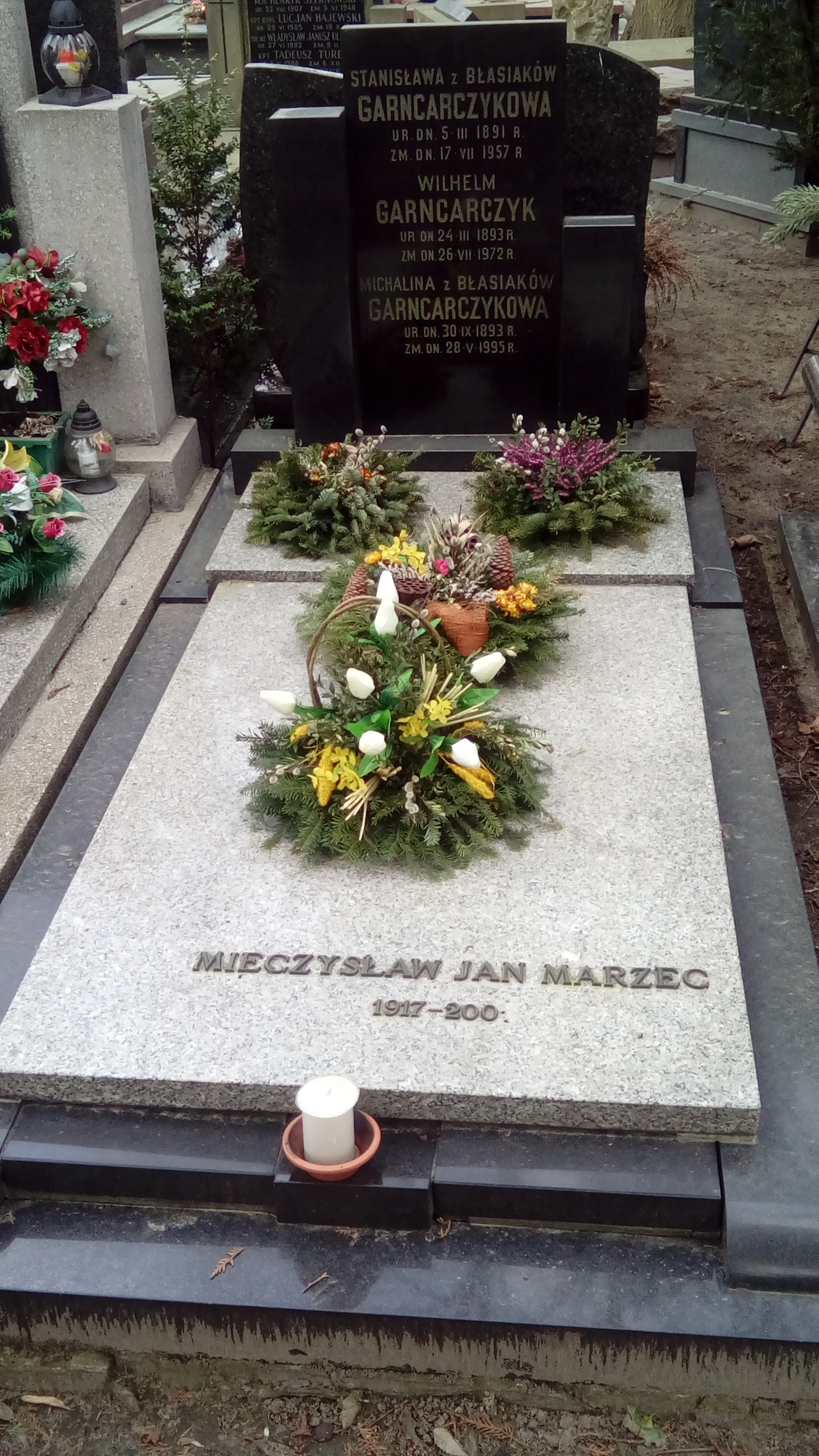
Grób Stanisławy i Willhelma Gancarczyków na Cmentarzu wojskowym na Powązkach

Stanisława Garncarczykowa (ur. 5 marca 1891 w Warszawie, zm. 11 lipca 1957) – polska nauczycielka i działaczka ludowa, posłanka do Krajowej Rady Narodowej (1944–1947) i do Sejmu Ustawodawczego (1947–1952). 

## Życiorys
W młodości pracowała jako nauczycielka (po ukończeniu wyższego kursu nauczycielskiego), m.in. wraz z mężem w polskiej szkole w Wierszynie (1917–1920), gdzie znalazła się w wyniku zesłania na Syberię po aresztowaniu w 1908 za działalność w Polskiej Partii Socjalistycznej. Po powrocie do kraju, w latach 1922–1939 pracowała w szkolnictwie na terenie Polski, a w czasie II wojny światowej w tajnym polskim szkolnictwie.
Od 1931 należała do Stronnictwa Ludowego. W 1943 znalazła się w prokomunistycznej partii SL „Wola Ludu”. W 1945 powołano ją w skład Krajowej Rady Narodowej. Dwa lata później przyznano jej mandat posłanki na Sejm Ustawodawczy z ramienia SL. Po odejściu z polityki działała w instytucjach oświaty i kultury.
Jej mężem był Wilhelm Garncarczyk. Została pochowana na Powązkach Wojskowych w Warszawie (kwatera A30-6-10).